# Łukasz Szarek
Łukasz Szarek (ur. 22 lutego 1990) – polski siatkarz, mający także obywatelstwo greckie, grający na pozycji atakującego i przyjmującego. 

## Sukcesy klubowe
Liga grecka:
- 2012

Liga słowacka:
- 2016
- 2021

Liga austriacka:
- 2019

Liga środkowoeuropejska - MEVZA:
- 2020

Puchar Słowacji:
- 2021

I liga polska:
- 2024[3]

## Nagrody indywidualne
- 2016: MVP słowackiej Extraligi w sezonie 2015/2016